# Berger-bozótteknős
A Berger-bozótteknős (Homopus bergeri) a hüllők (Reptilia) osztályába, a teknősök (Testudines) rendjébe és a Szárazföldi teknősfélék (Testudinidae) családjába tartozó faj.

## Előfordulása
Namíbia területén honos.